# Denys Bezborod´ko
Denys Ołehowycz Bezborod´ko (ukr. Денис Олегович Безбородько, ur. 31 maja 1994 w Czernihowie) – ukraiński piłkarz, grający na pozycji napastnika.

## Kariera piłkarska

### Kariera klubowa
Wychowanek klubów Desna Czernihów i Szachtar Donieck, barwy których bronił w juniorskich mistrzostwach Ukrainy (DJuFL). 11 września 2010 roku debiutował w juniorskiej drużynie Szachtara, a 9 kwietnia 2011 zagrał po raz pierwszy w trzeciej drużynie donieckiego klubu. W lipcu 2015 został wypożyczony do Illicziwca Mariupol. Od marca 2016 występował na zasadach wypożyczenia w Zorii Ługańsk. 8 sierpnia 2017 przeniósł się do Desny Czernihów. 19 czerwca 2019 przeszedł do FK Ołeksandrija.

### Kariera reprezentacyjna
W 2013 występował w juniorskiej reprezentacji Ukrainy. Potem bronił barw młodzieżowej reprezentacji Ukrainy.

## Sukcesy i odznaczenia

### Sukcesy piłkarskie
Zoria Ługańsk
- finalista Pucharu Ukrainy: 2015/16

Desna Czernihów
- brązowy medalista Pierwszej ligi Ukrainy: 2017/18